# 韓国鉄道公社200000系電車
200000系電車（200000けいでんしゃ）は、韓国鉄道公社（KORAIL）の電車。韓国では幹線電気動車（かんせんでんきどうしゃ、英語：Trunk line Electric Car、あるいはTEC）とも呼ばれている。

## 概要
本系列は日本の日立製作所が4両編成8本32両を製作受注。日立製作所における韓国からの受注は1974年のソウル交通公社1号線向け地下鉄車両（初期1000系電車）以来32年ぶりであり、系列名称が制定されるまではHEMU (Hitachi Electric Multiple Unit) とも呼ばれていた。2009年1月9日に第1編成が出場、甲種輸送され、現地のSLS重工業において冷房装置や保安装置などを設置したうえで2月6日から試運転を開始した。
2009年6月1日よりヌリロとして運行を開始し、最初は京釜線・長項線のソウル - 新昌間に投入された。以後、運行範囲を拡大したヌリロの他にも、2013年からは中部内陸循環列車（O-train）としても運行している。過去には臨時列車としての運行実績もあり、2012年5月12日から8月12日にかけて開催された麗水国際博覧会の訪問客に対応するため全羅線の順天 - 麗水エキスポ間のシャトル列車としても運行された。
運転開始時点では、およそ10年の期間をかけて徐々に老朽化したムグンファ号の車輌を代替して行く予定であった。しかし、2008年9月に発生した世界金融危機に伴うウォン相場低下や、日立製作所製の編成に対して一部機器の設置を行った製造メーカーであるSLS重工業が倒産したこともあり、本系列の増備は実際に行われることはなかった。そのため、ムグンファ号の車輛の代替は210000系（ITX-セマウル）、220000系（ITX-マウム）で行っている。なお、2025年現在は東海線や嶺東線での運行が中心となっている。
また、2014年7月に発生した太白線列車衝突事故において、信号冒進を行った本形式の第3編成（O-train改造車）が対向列車と正面衝突し、それにより除籍されたことで車両数が4両減少している。
2022年以降に塗装が変更され、青を強調するカラーとなった。

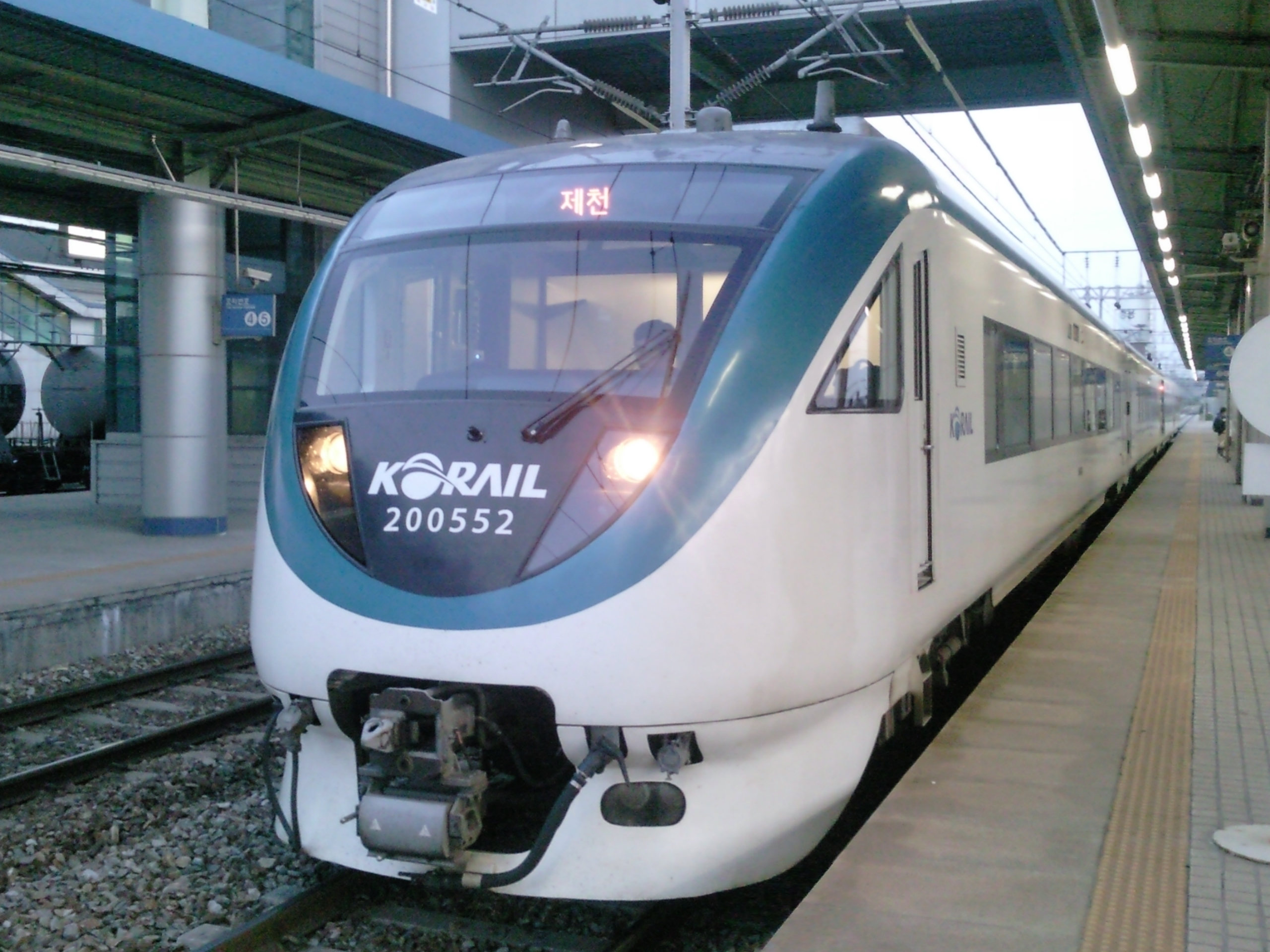
第5編成
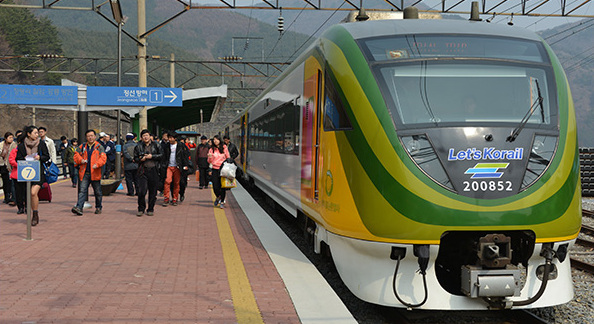
第8編成 中部内陸観光列車（O-train)
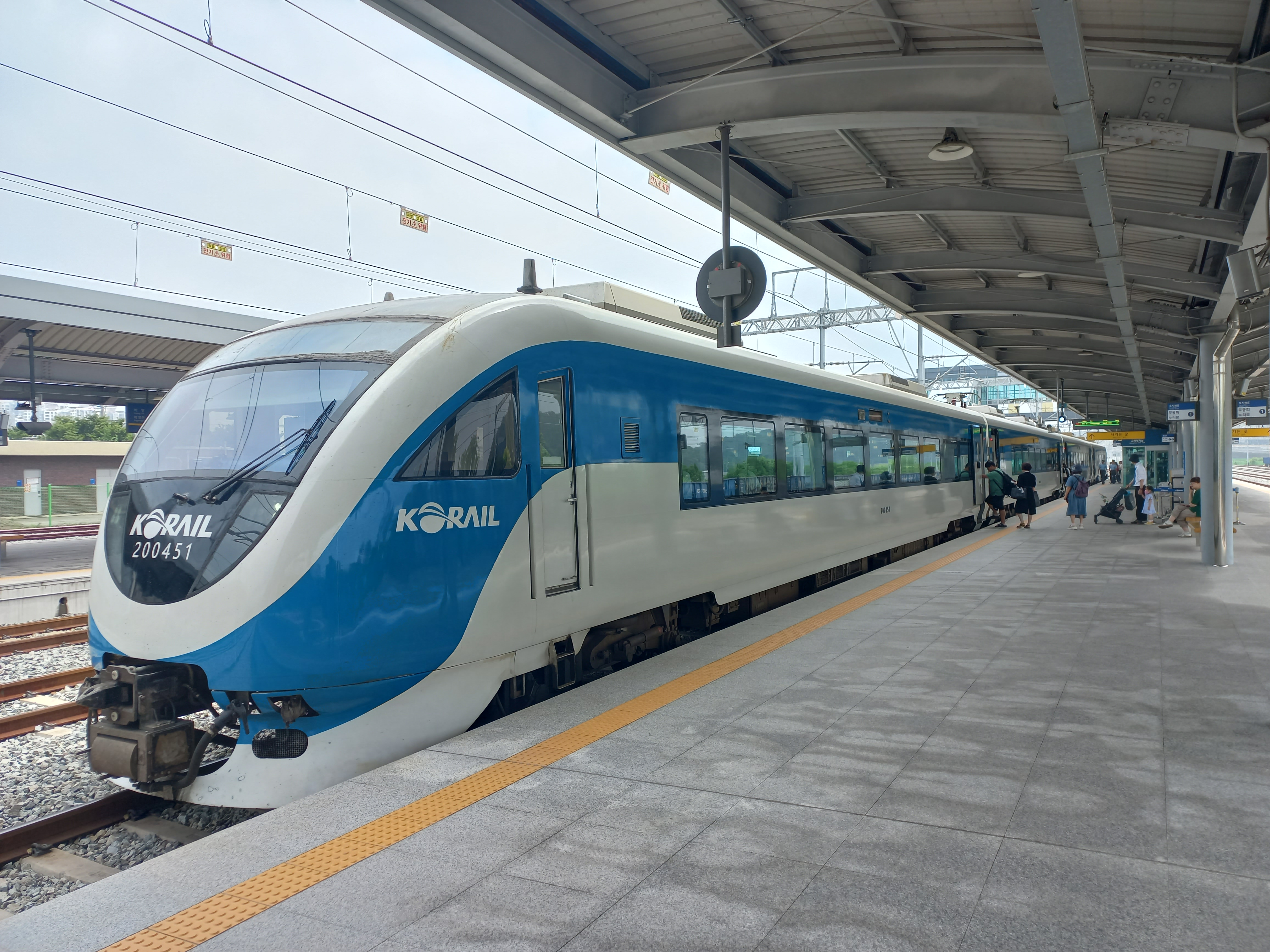
第4編成（新塗装）
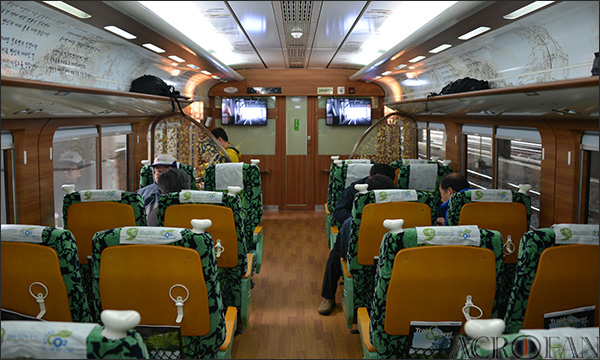
第8編成の車内

## 編成
↑:龍山方向
1. 200050型 Mc
2. 200000型 T1
3. 200000型 T2
4. 200050型 Mc

↓:木浦方向
- 20XY51 (Mc) - 20XY01 (T1) - 20XY02 (T2) - 20XY52 (Mc)
  - XYは編成番号。

### 編成表
| 車種     | 車種 | Mc     | T1     | T2     | Mc     | 所属基地 |
| 形式     | 形式 | 200051 | 200001 | 200002 | 200052 | 所属基地 |
| 編成番号 | 1    | 200151 | 200101 | 200102 | 200152 | 江陵     |
| 編成番号 | 2    | 200251 | 200201 | 200202 | 200252 | 江陵     |
| 編成番号 | 3    | 200351 | 200301 | 200302 | 200352 | 江陵     |
| 編成番号 | 4    | 200451 | 200401 | 200402 | 200452 | 江陵     |
| 編成番号 | 5    | 200551 | 200501 | 200502 | 200552 | 江陵     |
| 編成番号 | 6    | 200651 | 200601 | 200602 | 200652 | 江陵     |
| 編成番号 | 7    | 200751 | 200701 | 200702 | 200752 | 江陵     |
| 編成番号 | 8    | 200851 | 200801 | 200802 | 200852 | 江陵     |

- 第3・第8編成は2013年、「中部内陸循環列車(O-train)」に改造。第3編成は2014年7月22日に発生した太白線列車衝突事故（朝鮮語版）で先頭車が大破、編成ごと除籍されている。第8編成は2020年、「東海サンタ列車」に再改造されている。